# هنري هاريس (لاعب كريكت)
هنري هاريس (بالإنجليزية: Henry Harris)‏ (6 أغسطس 1854 ببرايتون في المملكة المتحدة - 8 نوفمبر 1923 في المملكة المتحدة) هو لاعب كريكت بريطاني (وحمل سابقاً جنسية المملكة المتحدة لبريطانيا العظمى وأيرلندا). لعب مع نادي مقاطعة هامبشاير للكريكت ‏.

## وصلات خارجية
- هنري هاريس على موقع إي آس بي آن كريك إنفو (الإنجليزية)